# Anton Wilhelm Christian Fink
Anton Wilhelm Christian Fink (* 1770 in Halle (Saale); † 15. Juni 1794 in Rothenburg/Saale) war ein deutscher Schriftsteller.
Nach einem Theologiestudium in Halle war Fink Hauslehrer in Ostra.
Fink arbeitete unter anderem an Schillers Neuer Thalia mit.

## Werke
- Die Verschwörung der Pazzi zu Florenz. Ein Trauerspiel in fünf Aufzügen. Leipzig 1791 (unter dem Pseudonym Gustav Edinhard)
- Heinrich der Löwe. Frankfurt und Leipzig 1792 (anonym erschienen)
- Otto von Schwarzberg. Eine Geistergeschichte aus dem zwölften Jahrhundert. 1793
- Ekto von Ardell und Elika von Bollehausen. Ritterroman aller Ritterromane. Köthen 1794 (Parodie unter dem Pseudonym Attila Eppo)

- Gedichte in der Neuen Thalia:
  - Zweiter Band (1792)
    - Der Orlabach
    - An ** wegen eines Vorwurfs über Liebe
    - Als ich sie Abends nach Hause geführt hatte

  - Dritter Band (1793)
    - Ueber Schönheit